# Renault R202
El Renault R202 fue un coche de Fórmula 1 diseñado por Mike Gascoyne para Renault.
El equipo Renault regresaba a Fórmula 1 después de diecisiete años, tras adquirir el equipo Benetton Formula.
La dupla de pilotos estaba formada por Jarno Trulli, que llegaba de Jordan; y Jenson Button, que ya estaba en Benetton. El piloto inglés protagonizó una destacada actuación durante la temporada, con dos cuartos puestos en Malasia y en Brasil; mientras que el italiano tenía un año más discreto, con un cuarto puesto en Mónaco como mejor resultado. El coche se mostraba a un nivel algo superior pero casi igual al de Sauber, que eran los rivales más cercanos, pero siempre eran los líderes de los equipos de media parrilla. En resumen, se mantuvo como el cuarto mejor coche solo por detrás del imbatible Ferrari F2002, Los McLaren y los Williams. Finalmente, Button terminó la temporada séptimo con 14 puntos, Trulli terminaba en la novena colocación con 9 puntos y Renault F1 cuarto entre los constructores.
Teniendo en cuenta el linaje de esta unidad, su predecesor directo fue el Benetton B201, que la escudería Benetton puso en pista en la temporada 2001, luego de la adquisición de ésta por parte de Renault. En tanto que teniendo en cuenta la marca Renault y su participación como escudería en la Fórmula 1, el predecesor indirecto del R202 es el Renault RE60, último prototipo construido 100% por la marca francesa para su incursión en la categoría. Finalmente, el sucesor del R202 es el Renault R23 y se encargaron de pilotarlo Jarno Trulli y el ascendido piloto de pruebas a oficial Fernando Alonso. Jenson Button, a pesar de su buen año, se marchó a British American Racing.

## Resultados

### Fórmula 1
(Clave) (negrita indica pole position) (cursiva indica vuelta rápida)

| Año         | Motor            | Neu. | N.º | Pilotos       | 1   | 2   | 3   | 4   | 5   | 6   | 7   | 8   | 9   | 10  | 11  | 12  | 13  | 14  | 15  | 16  | 17  | Puntos | Pos. |
| ----------- | ---------------- | ---- | --- | ------------- | --- | --- | --- | --- | --- | --- | --- | --- | --- | --- | --- | --- | --- | --- | --- | --- | --- | ------ | ---- |
| 2002        | Renault RS22 V10 | M    |     |               | AUS | MYS | BRA | SMR | ESP | AUT | MON | CAN | EUR | GBR | FRA | GER | HUN | BEL | ITA | USA | JPN | 23     | 4º   |
| 2002        | Renault RS22 V10 | M    | 14  | Jarno Trulli  | Ret | Ret | Ret | 9   | 10  | Ret | 4   | 6   | 8   | Ret | Ret | Ret | 8   | Ret | 4   | 5   | Ret | 23     | 4º   |
| 2002        | Renault RS22 V10 | M    | 15  | Jenson Button | Ret | 4   | 4   | 5   | 12  | 7   | Ret | 15  | 5   | 12  | 6   | Ret | Ret | Ret | 5   | 8   | 6   | 23     | 4º   |
| Referencia: |                  |      |     |               |     |     |     |     |     |     |     |     |     |     |     |     |     |     |     |     |     |        |      |